# 15971 Гестроффер
15971 Гестроффер (15971 Hestroffer) — астероїд головного поясу, відкритий 25 березня 1998 року.
Тіссеранів параметр щодо Юпітера — 3,599.